# Templo de Yonghe

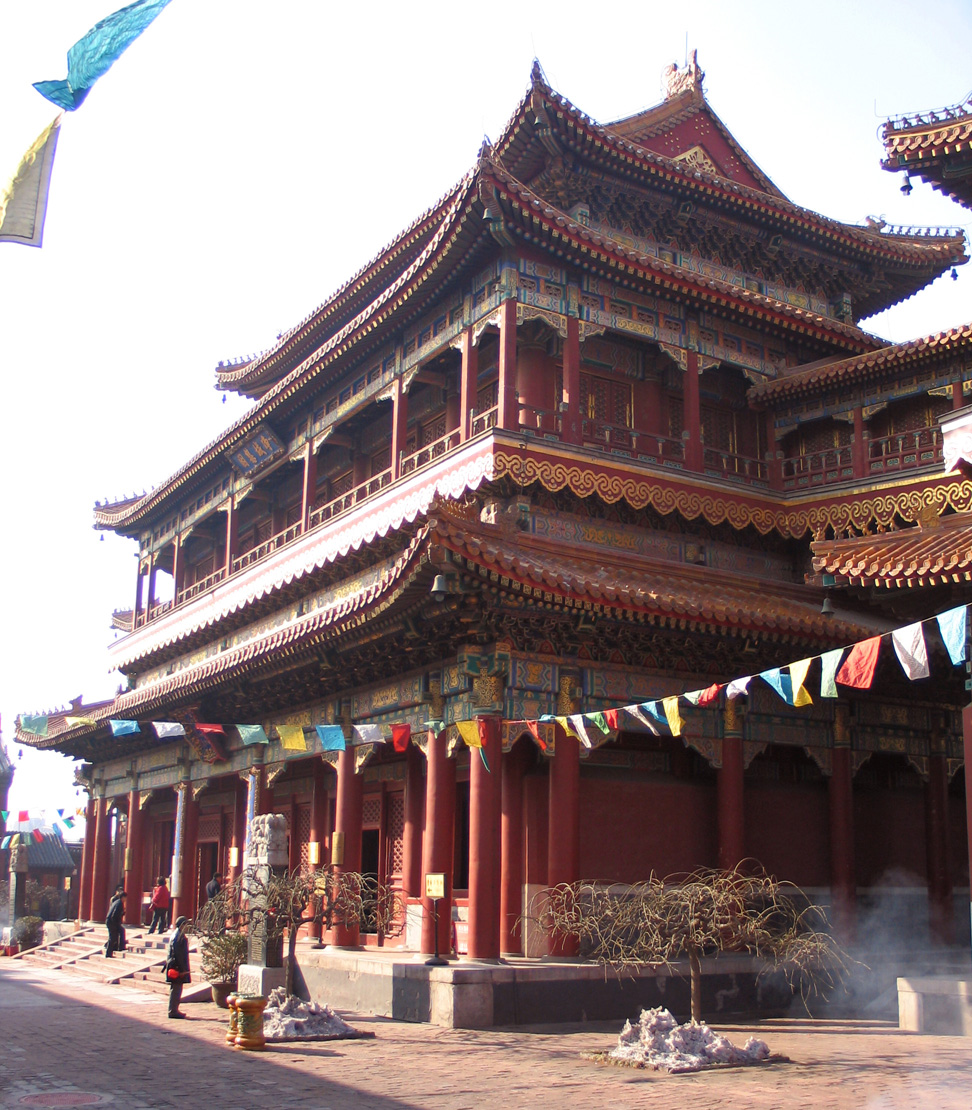
Pabellón del templo de Yonghe.

El templo de Yonghe (palacio de la paz y la armonía) es uno de los monumentos budistas más importantes de Pekín (China). Fue establecido bajo la dinastía Qing. 

## Denominaciones
Se conoce como el Yonghegong (chino: 雍和宮; pinyin: Yōnghégōng; manchú: Hūwaliyasun hūwaliyaka gung; mongol: Найралт Найрамдах Сүм (Nairalt Nairamdakh Suum); tibetano: དགའ་ལྡན་བྱིན་ཆགས་གླིང་; Wylie: Dga'-ldan Byin-chags-gling; en el dialecto de Lhasa según la IPA: Gàndên Chìnchagling).

## Contexto y significado
Representa el punto culminante de la iconografía y la liturgia del budismo tibetano una vez que se convirtió en religión semioficial de la corte china a partir de la dinastía Yuan. Se conoce en contexto popular o turístico como «Lamaserio de Yonghe», «Catedral Budista» de Pekín, o simplemente Templo Lamaísta de Pekín.
Es el templo y monasterio más importante en China de la orden Geluk del budismo tibetano. Se ubica en la parte noreste de Pekín, China. Aunque decayó mucho con la caída del patronazgo imperial, todavía es uno de los templos más importantes de esta orden, al menos al nivel arquitectónico e iconográfico. Los estilos del templo combinan elementos tibetanos (con influencia mongol) y elementos chinos (han).

## Historia
La construcción del templo de Yonghegong comenzó en 1694 durante la dinastía Qing, pero en sus orígenes fue la residencia oficial de los poderosos eunucos de la corte imperial manchú. Luego pasó a ser el palacio del príncipe Yong (Yin Zhen, posteriormente emperador Yongzheng), hijo del emperador Kangxi. Cuando Yongzheng ascendió al trono en 1722, parte de los edificios se convirtieron en residencia y templo de los lamas de la corte de la orden Geluk. Aproximadamente la mitad del complejo siguió sirviendo de residencia y corte imperial hasta la caída del imperio.